# Loris Campetti
Loris Campetti (Macerata, 21 luglio 1948) è un giornalista italiano.

## Biografia
Dopo aver conseguito la laurea in Chimica nel 1972, ha insegnato per anni nella scuola media.
Entra nel mondo del giornalismo sul finire degli anni '70, dirigendo per circa dieci anni la redazione torinese de il manifesto. Negli anni successivi per lo stesso quotidiano è inviato per le questioni europee, caposervizio dell'economia e caporedattore. Ha fatto parte del comitato di gestione de il manifesto. 
Esperto di relazioni industriali i suoi articoli sono dedicati a questioni sindacali. 
Collabora saltuariamente a Radio3.

## Libri
- Non fiat. Come evitare di svendere l'Italia, 2002, Cooper
- Ilva connection, 2013, Manni